# Fortinet Championship
El Fortinet Championship, anteriormente Safeway Open, es un torneo de golf profesional que forma parte del PGA Tour. Originalmente patrocinado por Fry's Electronics, se organizó por primera vez en 2007 como el Fry's Electronics Open en el Raptor Course de Grayhawk Golf Club en Scottsdale, Arizona. Fue rebautizado como Frys.com Open en 2008 y se trasladó a California en 2010, a CordeValle Golf Club en San Martín, al sureste de San José. En octubre de 2014, parte de la temporada 2015 del PGA Tour, se trasladó al norte a Napa y al Silverado Country Club (North course).
A partir del torneo de octubre de 2016, parte de la temporada 2017 del PGA Tour, el patrocinador principal fue Safeway Inc., y continuó hasta 2020. En 2021, Fortinet se convirtió en el patrocinador principal de un contrato de seis años.

## Historia
El North Course de Silverado fue sede de un evento anual en el PGA Tour desde 1968 hasta 1980, las primeras nueve ediciones como Kaiser International Open Invitational. En 1977, ese evento pasó a llamarse Anheuser-Busch Golf Classic y en 1981 se trasladó al este de Kingsmill en Williamsburg, Virginia donde se jugó hasta 2002.
El Frys.com Open comenzó como un evento de la PGA Tour Fall Series, desde 2007 hasta 2012. A partir de octubre de 2013, cuando el PGA Tour cambió su "año" para comenzar en octubre, en lugar de enero, el torneo se convirtió en el evento inaugural de la temporada del PGA Tour, y los jugadores recibieron puntos de la Copa FedEx.
El evento inaugural en 2007, en el Raptor Course del Grayhawk Golf Club en Scottsdale, Arizona, fue ganado por Mike Weir por un golpe sobre Mark Hensby. El evento de 2008 fue ganado por Cameron Beckman en el segundo hoyo de los playoffs, cuando Kevin Sutherland se burló de él. En 2009, Troy Matteson estableció un récord de 122 hoyos en el PGA Tour con 61 en la segunda y tercera rondas, y luego ganó en un desempate de tres hombres contra Rickie Fowler y Jamie Lovemark. En CordeValle en San Martín en 2012, John Mallinger disparó un 62, igualando el récord del campo; fue su mejor ronda del PGA Tour.
En 2013, los organizadores del torneo tenían el objetivo a largo plazo de organizar el evento en el campo de golf The Institute en Morgan Hill, un campo propiedad de John Fry, cuando se completaran las instalaciones allí. Eso se esperaba en 2016 o 2017, pero no sucedió debido al cambio de patrocinio a Safeway en 2016.

## Ganadores
| Año                    | Ganador               | Puntaje               | Al par                | Margen de victoria    | Segundo(s)                   | Bolsa del ganador ($) | Bolsa ($)             |                       |                       |
| Fortinet Championship  | Fortinet Championship | Fortinet Championship | Fortinet Championship | Fortinet Championship | Fortinet Championship        | Fortinet Championship | Fortinet Championship | Fortinet Championship | Fortinet Championship |
| ---------------------- | --------------------- | --------------------- | --------------------- | --------------------- | ---------------------------- | --------------------- | --------------------- | --------------------- | --------------------- |
| 2021                   | Max Homa              | 269                   | −19                   | 1 golpe               | Maverick McNealy             | 1,260,000             | 7,000,000             |                       |                       |
| Safeway Open           |                       |                       |                       |                       |                              |                       |                       |                       |                       |
| 2020                   | Stewart Cink          | 267                   | −21                   | 2 golpes              | Harry Higgs                  | 1,188,000             | 6,600,000             |                       |                       |
| 2019                   | Cameron Champ         | 271                   | −17                   | 1 golpe               | Adam Hadwin                  | 1,188,000             | 6,600,000             |                       |                       |
| 2018                   | Kevin Tway            | 274                   | −14                   | Playoff               | Ryan Moore Brandt Snedeker   | 1,152,000             | 6,400,000             |                       |                       |
| 2017                   | Brendan Steele (2)    | 273                   | −15                   | 2 golpes              | Tony Finau                   | 1,116,000             | 6,200,000             |                       |                       |
| 2016                   | Brendan Steele        | 270                   | −18                   | 1 golpe               | Patton Kizzire               | 1,080,000             | 6,000,000             |                       |                       |
| Frys.com Open          |                       |                       |                       |                       |                              |                       |                       |                       |                       |
| 2015                   | Emiliano Grillo       | 273                   | −15                   | Playoff               | Kevin Na                     | 1,080,000             | 6,000,000             |                       |                       |
| 2014                   | Bae Sang-moon         | 273                   | −15                   | 2 golpes              | Steven Bowditch              | 1,080,000             | 6,000,000             |                       |                       |
| 2013                   | Jimmy Walker          | 267                   | −17                   | 2 golpes              | Vijay Singh                  | 900,000               | 5,000,000             |                       |                       |
| 2012                   | Jonas Blixt           | 268                   | −16                   | 1 golpe               | Jason Kokrak Tim Petrovic    | 900,000               | 5,000,000             |                       |                       |
| 2011                   | Bryce Molder          | 267                   | −17                   | Playoff               | Briny Baird                  | 900,000               | 5,000,000             |                       |                       |
| 2010                   | Rocco Mediate         | 269                   | −15                   | 1 golpe               | Alex Prugh Bo Van Pelt       | 900,000               | 5,000,000             |                       |                       |
| 2009                   | Troy Matteson         | 262                   | −18                   | Playoff               | Rickie Fowler Jamie Lovemark | 900,000               | 5,000,000             |                       |                       |
| 2008                   | Cameron Beckman       | 262                   | −18                   | Playoff               | Kevin Sutherland             | 900,000               | 5,000,000             |                       |                       |
| Fry's Electronics Open |                       |                       |                       |                       |                              |                       |                       |                       |                       |
| 2007                   | Mike Weir             | 266                   | −14                   | 1 golpe               | Mark Hensby                  | 900,000               | 5,000,000             |                       |                       |